# Nightexpress-Flug 114
Der Nightexpress-Flug 114 war ein Frachtflug der deutschen Fluggesellschaft Nightexpress vom London-Luton Airport zum Flughafen Frankfurt Main. Am 30. Juni 1999 verunglückte auf diesem Flug eine Frachtmaschine des Typs Beechcraft 99 bei Seraing in Belgien, wobei die beiden an Bord befindlichen Piloten starben. Die Unfalluntersuchung führte den Unfall auf ein Triebwerksversagen infolge von Wartungsfehlern zurück.

## Flugzeug
Bei der betroffenen Maschine handelte es sich um eine Beechcraft 99. Die Maschine wurde im Jahr 1968 endmontiert und trug die Werksnummer U-45. Die Nightexpress betrieb sie zuletzt mit dem Luftfahrzeugkennzeichen D-IBEX. Das zweimotorige Regionalverkehrsflugzeug, das aufgrund einer nicht vorhandenen Druckkabine für Flüge in vergleichsweise geringen Flughöhen ausgelegt war, war mit zwei Turboprop-Triebwerken des Typs Pratt & Whitney Canada PT6A-20 ausgestattet.

## Flugzweck und Insassen
Mit der Maschine wurde an dem Tag ein Frachtflug durchgeführt. An Bord des Flugzeuges befanden sich zwei Besatzungsmitglieder und 733 kg Fracht.

## Flugverlauf und Unfallhergang
Die Maschine startete um 01:25 UTC zu einem Frachtflug von Luton mit Flugziel Frankfurt/Main. Der Flug wurde nach Instrumentenflugregeln (IFR) in einer Flughöhe von 11.000 Fuß (FL 110) durchgeführt. Wenige Minuten später startete ein anderes Frachtflugzeug desselben Unternehmens und Musters. Gegen 02:29 UTC teilte die Besatzung der D-IBEX der Besatzung des anderen Flugzeugs auf der Frequenz des Luftfahrtunternehmens mit, sie habe beobachtet, dass Flammen aus der rechten Triebwerksdüse kommen. Sie habe das Triebwerk abgestellt und fliege weiter bis zum Zielflughafen.
Um 02:30:40 UTC meldete die Besatzung der belgischen Flugverkehrskontrollstelle in Brüssel, dass sie Probleme mit dem rechten Triebwerk habe und deshalb die Geschwindigkeit reduzieren müsse. Kurz darauf (02:32:10 UTC) verlangte die Besatzung die Freigabe auf FL 90 zu sinken. Diese wurde von der Flugsicherung, verbunden mit der Freigabe eines Direktanfluges auf Frankfurt/Main, gewährt.
Danach teilte die Besatzung den Piloten der anderen Maschine mit, dass das zweite Triebwerk soeben ausgefallen sei. Der Pilot Flying dieser Maschine riet den Piloten der D-IBEX, Radarvektoren zum nächstgelegenen Flugplatz in Liège anzufordern. Da die Besatzung der D-IBEX die Flugsicherung bis dahin nicht per Funk über die eingetretene Situation in Kenntnis gesetzt hatte, wendete sich der Pilot Flying der zweiten Maschine unter Verwendung des Dringlichkeitssignals (PAN PAN) an die Flugsicherung und teilte dieser mit, dass das andere Flugzeug des Unternehmens Probleme mit dem zweiten Triebwerk habe. Unmittelbar danach, um 02:34:00 UTC, meldete sich die Besatzung der D-IBEX und erbat von der Flugsicherung eine Radarführung zum nächstgelegenen Flugplatz. Sie teilte dabei mit, dass beide Triebwerke nicht mehr liefen. Die Besatzung erhielt die Anweisung, auf einen Kurs von 060 Grad zu fliegen und nach etwa 40 Sekunden wurde die Freigabe zum Sinkflug auf Flugfläche FL 60 erteilt. Danach wechselten die Piloten die Frequenz auf die Anflugkontrolle von Brüssel.
Die Anflugkontrolle wies die Besatzung an, den Kurs zu halten und weiter zu sinken. Außerdem teilte sie mit, dass die Landebahn 23L in Liège betriebsbereit sei. Um 02:38:10 UTC verlangte die Anflugkontrolle von der Besatzung nach Erreichen der Höhe von 4000 Fuß, diese dann zu halten. Die Piloten erklärten, dass dies wegen der ausgefallenen Triebwerke nicht möglich sei und bat um die Vektoren für einen direkten Anflug zum Flugplatz. Der direkte Kurs betrug 320° und die Maschine kurvte dann auf diesen Kurs. Um 02:40:40 UTC erkundigte sich die Besatzung, ob die Landebahn frei sei. Dies bestätigte der Fluglotse und fügte hinzu, dass die Piloten jede Bahn des Flughafens benutzen könnten. Darauf meldete die Besatzung ihre Höhe von 1.700 Fuß und fragte nach der Entfernung zum Flugplatz. Der Fluglotse gab die Entfernung mit fünf Seemeilen an, doch von der Besatzung kam keine Antwort mehr. Kurz darauf verschwand das Flugzeug vom Radarschirm der Kontrollstelle. Die Maschine stürzte etwa fünf Seemeilen südöstlich des Flugplatzes und wenige hundert Meter von einem Wohngebiet in ein Waldstück und brannte vollständig aus. Beide Piloten kamen dabei ums Leben.

## Unfalluntersuchung
Die Flugunfalluntersuchung ergab, dass sich der Unfall nach dem Ausfall beider Triebwerke ereignete. Die Untersuchungen an den Triebwerken ergaben, dass Wartungsmängel die Ausfälle verursachten. Darüber hinaus habe sich die Besatzung nicht an die Betriebsvorschriften der Nightexpress gehalten und es seien Missverständnisse zwischen Flugsicherung und den Piloten der Maschine aufgetreten. Beitragende Faktoren waren die Zeit des Unfalles sowie die Lichtverhältnisse, da sich der Absturz bei Nacht ereignete.